# لین کوارمبی
لین کوارمبی دانشمند، فعال و سیاستمدار کانادایی است. او استاد و رئیس گروه بیولوژی و بیوشیمی مولکولی در دانشگاه سیمون فریزر در برنابی، بریتیش کلمبیا است. وی در انتخابات فدرال ۲۰۱۵ نامزد حزب سبز کانادا در برنابی شمالی — سیمور بود و منتقد سیاست علمی حزب سبز کانادا است.

## تحقیق و آموزش
قبل از رفتن به دانشگاه کانکتیکات برای تکمیل دکترای بیوشیمی ، کوارمبی لیسانس زیست‌شناسی دریایی و کارشناسی ارشد اقیانوس‌شناسی زیست‌شناسی را در دانشگاه بریتیش کلمبیا به اتمام رساند.